# ملعب زيمبرو
ملعب زيمبرو هو ملعب متعدد الاستخدام يقع في كيشيناو عاصمة مولدوفا . غالبا ما يتم استخدامه لمباريات كرة القدم . يسع الملعب لجلوس 10،500 متفرج . يعتبر الملعب الرسمي الذي يخوض فيه نادي زيمبرو كيشيناو مبارياته . تم افتتاح الملعب في 20 مايو 2006 .